# واشنطن ويبس
واشنطن ويبس (بالإنجليزية: Washington Whips)‏ هو نادي كرة قدم أمريكي تأسس في 1967 ، يقع مقره الرئيسي في واشنطن، ويديريه إيرل فورمان، ويلعب في دوري أمريكا الشمالية لكرة القدم.